# U-431
| U-431                                    | U-431 | U-431 |
| ---------------------------------------- | --- | --- |
|                                          | | |
|                                          | | |
| Зображення підводного човна підтипу VIIC | | |
| Під прапором                             | Третій Рейх | Третій Рейх |
| Спуск на воду                            | 2 лютого 1941 року | 2 лютого 1941 року |
| Сучасний статус                          | 21 жовтня 1943 року затоплений північно-західніше Алжиру глибинними бомбами бомбардувальника «Веллінгтон» 179-ї ескадрильї                                | 21 жовтня 1943 року затоплений північно-західніше Алжиру глибинними бомбами бомбардувальника «Веллінгтон» 179-ї ескадрильї                                |
| Проєкт                                   | | |
| Тип ПЧ                                   | Торпедний ДПЧ | Торпедний ДПЧ |
| Головний конструктор                     | F Schichau GmbH | F Schichau GmbH |
| Основні характеристики                   | | |
| Швидкість (надводна)                     | 17,7 вузла | 17,7 вузла |
| Швидкість (підводна)                     | 7,6 вузла | 7,6 вузла |
| Робоча глибина занурення                 | 100 м | 100 м |
| Гранична глибина занурення               | 230 м | 230 м |
| Автономність плавання                    | 8500 морських миль (15 700 км) на швидкості 10 вузлів (19 км/год) (у надводному положенні) 80 миль (150 км) на швидкості 4 вузли (в підводному положенні) | 8500 морських миль (15 700 км) на швидкості 10 вузлів (19 км/год) (у надводному положенні) 80 миль (150 км) на швидкості 4 вузли (в підводному положенні) |
| Екіпаж                                   | 44—60 осіб | 44—60 осіб |
| Розміри                                  | | |
| Довжина найбільша (по КВЛ)               | 67,1 м | 67,1 м |
| Ширина корпусу найб.                     | 5,5 м | 5,5 м |
| Висота                                   | 9,6 м | 9,6 м |
| Середня осадка (по КВЛ)                  | 4,74 м | 4,74 м |
| Водотоннажність надводна                 | 769 т | 769 т |
| Озброєння                                | | |
| Артилерія                                | 1 × 88-мм палубна гармата SK C/35 | 1 × 88-мм палубна гармата SK C/35 |
| Торпедно- мінне озброєння                | 4 носових і один кормовий 533-мм ТА. 14 торпед або 26 мін TMA                                                                                             | 4 носових і один кормовий 533-мм ТА. 14 торпед або 26 мін TMA                                                                                             |
| ППО                                      | 1 × 20-мм зенітна гармата C/30 | 1 × 20-мм зенітна гармата C/30 |

U-431 — німецький підводний човен типу VII C Крігсмаріне за часів Другої світової війни. Закладений 4 січня 1940 року на верфі F Schichau GmbH у Данцігу. Спущений на воду 2 лютого 1941 року, 5 квітня 1941 року корабель увійшов до складу ВМС нацистської Німеччини.
Проходив службу у складі 3-ї та 29-ї флотилій ПЧ Крігсмаріне. Від 10 липня 1941 до загибелі 21 жовтня 1943 року U-431 здійснив шістнадцять бойових походів, у яких потопив 9 суден (сумарний тоннаж 11 540 GRT) та два судна пошкодив (4010 GRT).
21 жовтня 1943 року північно-західніше Алжиру затоплений глибинними бомбами британського бомбардувальника «Веллінгтон» 179-ї ескадрильї. Загинули усі члени екіпажу.

## Командири
- Капітан-лейтенант Вільгельм Доммес (5 квітня 1941 — 6 січня 1943)
- Оберлейтенант-цур-зее Дітріх Шенебом (15 грудня 1942 — 21 жовтня 1943)

## Перелік затоплених U-431 суден у бойових походах
| №                                                             | Дата              | Назва          | Тип                     | Належність      | Водотоннажність (брт) | Вантаж                               | Конвой       | Результат та координати                                                 | Наслідки атаки для екіпажу         | Прим.                                              |
| ------------------------------------------------------------- | ----------------- | -------------- | ----------------------- | --------------- | --------------------- | ------------------------------------ | ------------ | ----------------------------------------------------------------------- | ---------------------------------- | -------------------------------------------------- |
| Перший похід (10.07—11.08.1941, 33 доби; Тронгейм—Сен-Назер)  |                   |                |                         |                 |                       |                                      |              |                                                                         |                                    |                                                    |
| Другий похід (13.09—12.10.1941, 30 діб; Сен-Назер—Ла-Спеція)  |                   |                |                         |                 |                       |                                      |              |                                                                         |                                    |                                                    |
| 1                                                             | 2 жовтня 1941     | Hatasu         | суховантажне судно      | Велика Британія | 3 198                 | баласт                               | Конвой ON 19 | потоплено 51°33′ пн. ш. 41°35′ зх. д. / 51.550° пн. ш. 41.583° зх. д.   | 47 (40 загинуло та 7 врятовані)    |                                                    |
| Третій похід (16.11—20.12.1941, 35 діб; Сен-Назер—Ла-Спеція)  |                   |                |                         |                 |                       |                                      |              |                                                                         |                                    |                                                    |
| 2                                                             | 13 грудня 1941    | Myriel         | танкер                  | Велика Британія | 3 560                 | вода                                 |              | пошкоджений 31°03′ пн. ш. 29°00′ сх. д. / 31.050° пн. ш. 29.000° сх. д. | 36 (0 загиблих та 36 врятовані)    |                                                    |
| Четвертий похід (25.01—10.02.1942, 17 діб; Мессіна—Ла-Спеція) |                   |                |                         |                 |                       |                                      |              |                                                                         |                                    |                                                    |
| 3                                                             | 29 січня 1942     | HMS Sotra      | військовий траулер      | Велика Британія | 313                   |                                      |              | потоплений 32°07′ пн. ш. 25°30′ сх. д. / 32.117° пн. ш. 25.500° сх. д.  | 22 (22 загиблих та 0 врятованих)   |                                                    |
| Шостий похід (14.05—30.05.1942, 17 діб; Ла-Спеція—Ла-Спеція)  |                   |                |                         |                 |                       |                                      |              |                                                                         |                                    |                                                    |
| 4                                                             | 20 травня 1942    | Eocene         | танкер                  | Велика Британія | 4 216                 | 1980 тонн бензину та 3 700 тонн води | конвой AT 46 | потоплений 31°56′ пн. ш. 25°14′ сх. д. / 31.933° пн. ш. 25.233° сх. д.  | 43 (0 загинуло та 43 врятовані)    |                                                    |
| Сьомий похід (04.06—20.06.1942, 17 діб; Саламін—Ла-Спеція)    |                   |                |                         |                 |                       |                                      |              |                                                                         |                                    |                                                    |
| 5                                                             | 15 червня 1942    | HMS LCT-119    | Танкодесантний корабель | Велика Британія | 450                   |                                      |              | пошкоджений 33°51′ пн. ш. 23°38′ сх. д. / 33.850° пн. ш. 23.633° сх. д. | ? (? загинуло та ? врятовані)      |                                                    |
| Десятий похід (07.11—22.11.1942, 16 діб; Ла-Спеція—Пола)      |                   |                |                         |                 |                       |                                      |              |                                                                         |                                    |                                                    |
| 6                                                             | 10 листопада 1942 | «Мартін»       | ескадрений міноносець   | Велика Британія | 1 920                 |                                      |              | потоплений 37°53′ пн. ш. 3°57′ сх. д. / 37.883° пн. ш. 3.950° сх. д.    | 224 (161 загинув та 63 врятовані)  | потоплений під час проведення операції «Смолоскип» |
| 7                                                             | 13 листопада 1942 | «Ісаак Свірз»  | ескадрений міноносець   | Нідерланди      | 1 628                 |                                      |              | потоплений 37°23′ пн. ш. 2°12′ сх. д. / 37.383° пн. ш. 2.200° сх. д.    | 194 (108 загинуло та 86 врятовані) |                                                    |
| Одинадцятий похід (07.01—08.02.1943, 33 доби; Пола—Пола)      |                   |                |                         |                 |                       |                                      |              |                                                                         |                                    |                                                    |
| 8                                                             | 22 січня 1943     | Alexandria     | вітрильне судно         | Єгипет          | 100                   |                                      |              | потоплений 34°52′ пн. ш. 35°52′ сх. д. / 34.867° пн. ш. 35.867° сх. д.  | ? (? загинуло та ? врятовані)      |                                                    |
| 9                                                             | 25 січня 1943     | Mouyassar      | вітрильне судно         | Сирія           | 47                    | 98 тонн вугілля                      |              | потоплений 35°27′ пн. ш. 34°34′ сх. д. / 35.450° пн. ш. 34.567° сх. д.  | ? (? загинуло та ? врятовані)      |                                                    |
| 10                                                            | 25 січня 1943     | Omar el Kattab | вітрильне судно         | Сирія           | 38                    | військове майно                      |              | потоплений 35°27′ пн. ш. 34°34′ сх. д. / 35.450° пн. ш. 34.567° сх. д.  | ? (? загинуло та ? врятовані)      |                                                    |
| 11                                                            | 26 січня 1943     | Hassan         | вітрильне судно         | Сирія           | 80                    | військове майно                      |              | потоплений 35°09′ пн. ш. 34°10′ сх. д. / 35.150° пн. ш. 34.167° сх. д.  | ? (? загинуло та ? врятовані)      |                                                    |